# Mimbaste
Mimbaste é uma comuna francesa na região administrativa da Nova Aquitânia, no departamento Landes. Estende-se por uma área de 20,53 km². Em 2010 a comuna tinha 1 025 habitantes (densidade: 49,9 hab./km²).